# Senna (minisorozat)
A Senna egy 2024-ben bemutatott brazil életrajzi sorozat, amely Ayrton Senna autóversenyző életével foglalkozik. Premierje 2024. november 29-én volt a Netflixen, Magyarországon magyar szinkronnal.

## Áttekintés
A sorozat végigkíséri Ayrton Senna életének főbb állomásait: a Formula Ford karriertől az 1994-es imolai hétvégén bekövetkezett haláláig. Tárgyal olyan fontos pillanatokat, mint kapcsolata a szüleivel, a Xuxa nevű brazil énekesnővel, rivalizálása Alain Prosttal, illetve konfliktusa Jean-Marie Balestre FIA-elnökkel.
Fontos szerepet kap még egy Laura Harrison nevű újságírónő, aki a kezdetektől jelen van Senna karrierjében, és aki a médiával való ambivalens viszonyát személyesíti meg. Harrison felhasználja brazil származását és folyékony nyelvtudását, hogy közeli kapcsolatban maradjon vele, ám az általa írt cikkek sokszor szenzációhajhászok, hogy felkeltsék az olvasók érdeklődését.
A sorozatban korhű módon ábrázolják a versenyautókat, illetve a korszak nagy csapatfőnökei és versenyzői is felbukkannak – a nézőket segítendő gyakran villan fel egy-egy felirat, amely az adott személy kilétét fedi fel.

## Szereplők
| Szerep                           | Színész            | Magyar hang            |
| -------------------------------- | ------------------ | ---------------------- |
| Ayrton Senna                     | Gabriel Leone      | Gacsal Ádám            |
| Lílian de Vasconcellos Souza     | Alice Wegmann      | Urbán-Szabó Fanni      |
| Laura Harrison                   | Kaya Scodelario    | Dobó Enikő             |
| Xuxa Meneghel                    | Pâmela Tomé        | Mikecz Estilla         |
| Adriane Galisteu                 | Julia Foti         |                        |
| Viviane Senna                    | Camila Márdila     |                        |
| Neyde Joana Senna                | Susana Ribeiro     | Solecki Janka          |
| Milton Guirado Theodoro da Silva | Marco Ricca        |                        |
| Leonardo Senna                   | Nicolas Cruz       |                        |
| Galvão Bueno                     | Gabriel Louchard   | Horváth-Töreki Gergely |
| Keith Sutton                     | Joe Hurst          |                        |
| Jean-Marie Balestre              | Arnaud Viard       |                        |
| Ron Dennis                       | Patrick Kennedy    | Király Adrián          |
| Roland Ratzenberger              | Lucca Messer       |                        |
| Rubens Barrichello               | João Maestri       |                        |
| Alain Prost                      | Matt Mella         | Hám Bertalan           |
| Niki Lauda                       | Johannes Heinrichs |                        |
| Frank Williams                   | Steven Mackintosh  | Csankó Zoltán          |
| Martin Brundle                   | Charlie Hamblett   |                        |
| Terry Fullerton                  | Rob Compton        |                        |
| Damon Hill                       | Gastón Frías       |                        |
| Riccardo Patrese                 | Felipe Prioli      |                        |

## Epizódok
| Sor. | Év. | Cím                        | Premier                               |
| --- | --- | -------------------------- | ------------------------------------- |
| 1. | 1.  | Hivatás (Vocação)          | 2024. november 29. 2024. november 29. |
| A fiatal brazil versenyző, Ayrton da Silva 1979-ben a portugáliai Estorilban rendezett gokart-világbajnoki futamot megnyeri, az új szabályok értelmében azonban mégsem ő lesz a világbajnok. Mindez nem töri meg őt, és apja neheztelése ellenére elmegy a brit Formula Ford bajnokságba versenyezni. A Van Diemen csapatához szerződik és közben meg is nősül. Hamar sikeres lesz és felkelti egy újságírónő, Laura Harrison figyelmét. Házassága megromlik, amikor kiderül, hogy felsőbb kategóriákból is érdeklődnek utána, és folytatni szeretné a versenyzést, nem akar hazamenni Brazíliába, a családi vállalkozásba segíteni. Miután megnyeri a Formula Ford bajnokságot, ajánlatot kap a Toleman csapattól, de elutasítja. |     |                            |                                       |
| 2. | 2.  | Eltökéltség (Determinação) | 2024. november 29. 2024. november 29. |
| Senna, aki még Ayrton da Silva néven versenyez, megnyeri a Formula–3 bajnokságot is, egy ügyes húzással: Olaszországba utazik, ahol egy utolsó pillanatos motorfejlesztést ér el. Az út során dönti el, hogy anyja nevét használva Sennaként versenyez tovább. Sikereire felfigyel a Formula–1-es Team Lotus csapat, mégsem igazolják őt le, mert nem brit. A Brabham istállóhoz pedig azért nem kerülhet, mert a regnáló világbajnok Nelson Piquet megvétózta, így a kicsi, de ambíciózus Toleman istálló versenyzője lesz. Niki Lauda azt tanácsolja neki, hogy ha azt szeretné, hogy a nagy csapatok is felfigyeljenek rá, akkor versenyezzen jól a monacói nagydíjon. Az esős futamon parádés teljesítményt nyújt, mégis csak második lesz, miután az FIA-elnök Jean-Marie Balestre nyomására Jacky Ickx idő előtt leinti a futamot, pont még mielőtt Senna megelőzhetné az élen haladó Alain Prostot. Teljesítményét most már nem hagyja figyelmen kívül a Lotus, és leigazolja őt. |     |                            |                                       |
| 3. | 3.  | Ambíció (Ambição)          | 2024. november 29. 2024. november 29. |
| Senna már a második versenyét megnyeri a Lotusszal, és mindeközben összetűzésbe kerül Balestre-vel is, aki láthatóan Prostot favorizálja, aki megnyeri az 1985-ös és 1986-os bajnoki idényt is. 1987-ben a Lotus Honda-motorokra vált, de a csapat autói még mindig nem a legjobbak. Ezért Senna és a McLaren csapatfőnöke, Ron Dennis elutaznak Japánba, ahol a Honda főnökeit próbálják meggyőzni egy motorszállítói partnermegállapodásról. Honda Szoicsiró bizonytalan abban, hogy Prost hajlandó lenne együtt versenyezni Sennával, de Dennis szerint egy Honda-motorra nem mondana nemet. A McLaren-Honda dominálja az 1988-as idényt, és Senna remekül kezdi a bajnokságot. A felzárkózó Prosttal meggyűik a baja, és ő maga is hibázik, például Monacóban, ahol az élről esik ki. A japán nagydíj előtt Prost mentális hadviseléssel próbálja gyengíteni csapattársát, sikertelenül: az esős futamot Senna megnyeri és világbajnok lesz. Brazíliában nemzeti hősként ünneplik, amikor hazatér, és a repülőtéren egyből kiszúrja a szupersztár Xuxát. |     |                            |                                       |
| 4. | 4.  | Szenvedély (Paixão)        | 2024. november 29. 2024. november 29. |
| Senna viszonyt kezd Xuxával, aki meghívja őt a tévéshow-jába. A ferraris Gerhard Berger figyelmezteti őt, hogy a kapcsolatát meg fogja sínyleni az állandó utazgatás. Habár Xuxa életvitele ugyanolyan hektikus, Senna megpróbálja működtetni a kapcsolatot. Senna és Prost kapcsolata megromlik: Prost az imolai futam előtt belső viszályokról számol be a sajtónak, és közli, hogy a Honda Sennát favorizálja. Senna autója többször meghibásodik az idény során, így Prost átveszi a vezetést a bajnokságban. Senna minden idejét a visszavágásra történő felkészülésnek szenteli. Japánban mindenképpen győznie kell, ám összeütköznek. Senna visszatér a versenybe és megnyeri, de Prost követelése miatt Balestre arra jut, hogy Sennát szabálytalan visszatérés miatt ki kell zárni - így Prost lesz a világbajnok. Mivel Senna zaklatott és csak a bajnoki cím érdekli, megromlik a kapcsolata Xuxával. Prost az idény végén a Ferrarihoz távozik, a helyére Berger jön. |     |                            |                                       |
| 5. | 5.  | Hősiesség (Herói)          | 2024. november 29. 2024. november 29. |
| Miután nyilvánosan is kritizálni kezdi a tevékenységét, Balestre megfenyegeti Sennát, hogy ki fogja záratni az 1990-es bajnoki küzdelmekből, ha nem fejezi be a rágalmazását. Sennát végül a szülei győzködik, hogy írjon egy engesztelő levelet. Az 1990-es idény ismét Japánban dől el, és ezúttal Prostnak kell nyernie. Senna pole pozíciót szerez, Balestre azonban semmibe veszi a kérését, hogy ne a porosabb oldaláról induljon a rajtrácsnak. A verseny előtt sor kerül a pilóták eligazítására, ahol Sennát feldühíti, hogy újra felhozták a tavalyi esetet, és úgy érzi, rá más szabályok vonatkoznak. Prost jól rajtol a futamon, de az első kanyarban újra összeütköznek, kiesnek, és így Senna lesz a világbajnok. Kettejük viszonya a mélypontra kerül, ráadásul Sennát többen kritizálják a manővereiért, köztük gyerekkori példaképe, Jackie Stewart is. 1991-ben a sebességváltója meghibásodása ellenére életében először győzni tud hazai pályán. Bár az idényben a Williams és Nigel Mansell is jobbak nála, mégis meg tudja nyerni harmadik világbajnoki címét. Xuxával rendeződik a kapcsolata, de mint csak barátok, és helyette Adriane Galisteu-val kezd el randevúzni. Mikor meglátogat egy munkásosztálybeli fiút, akitől rajongói levelet kap, elhatározza, hogy több jótékonysági feladatot vállal. Közben a Williams tönkreveri a mezőnyt 1992-ben és 1993-ban, az utóbbi évben Prost révén, aki megakadályozza, hogy Senna is ideigazoljon. Prost végül visszavonul az idény végén, Senna pedig a Williams versenyzője lesz. |     |                            |                                       |
| 6. | 6.  | Az idő (Tempo)             | 2024. november 29. 2024. november 29. |
| A Formula–1 1994-ben szabályváltozásokat vezet be, ezekre felkészülni azonban olyan kevés időt kapnak, hogy az autókat vezetni láthatóan kevésbé biztonságos. Imolába érkezik a mezőny, ahol a pálya is rossz állapotban van. Pénteken Rubens Barrichello, Senna pártfogoltja szenved komoly balesetet, szombaton pedig Roland Ratzenberger életét veszti. Senna találkozik Laudával és Prosttal, akik azt tanácsolják neki, hogy indítsa újra a pilóták szakszervezetét, hogy növeljék a biztonságot. Senna és Prost tisztázzák nézeteltéréseiket, Prost pedig azt javasolja, hogy Senna vezesse a szervezetet. Laura Harrison, aki egész eddig a Senna-Prost rivalizálás körüli szenzációhajhászásból él, látja, hogy Senna mennyire törődik a többi pilótával, és ezért egy dícsérő cikket készül írni róla, Senna pedig beleegyezik ebbe. Másnap Senna dühére Balestre utódja, Max Mosley nem fújja le a versenyt, mégse lép vissza, hiába kéri erre Sid Watkins is. Újabb baleset történik a rajt után, és a biztonsági autós fázist követően Senna az élen halad, de elveszíti az uralmát az autója felett, nekiütközik a falnak és meghal. Világszerte gyászolják őt, Harrison elkészíti az újságcikkét, a készített hangfelvételeket pedig elküldi a Senna családnak. |     |                            |                                       |